# Philopota turbinata
Philopota turbinata är en tvåvingeart som beskrevs av Wilhelm Ferdinand Erichson 1840. Philopota turbinata ingår i släktet Philopota och familjen kulflugor. Inga underarter finns listade i Catalogue of Life.